# Consejo de la Entente

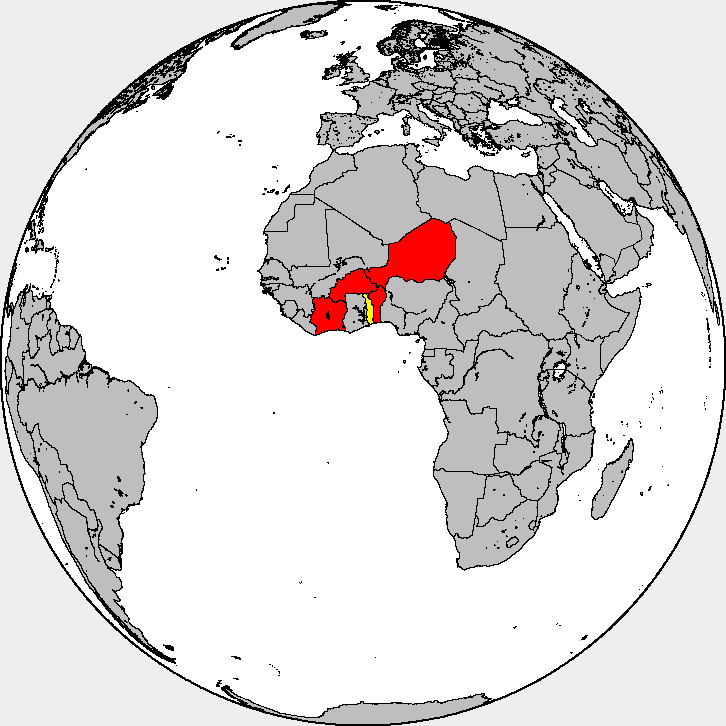
Países africanos miembros del Consejo de la Entente.

El Consejo de la Entente (en francés: Conseil de l’Entente) o Consejo del Entendimiento es un foro de cooperación regional de África Occidental, fundado en mayo de 1959 por Costa de Marfil, Níger, Burkina Faso y Benín, uniéndose a ellos Togo en 1966.
El organismo surgió a partir de la Unión Sahel-Benín de corta vida que había sido creada por cuatro miembros originales del Consejo y sucedió parcialmente a la disuelta federación colonial francesa de África Occidental Francesa. 
Desde 1966, el Consejo ha contado con una secretaría administrativa permanente en Abiyán, la ciudad más grande de Costa de Marfil. A partir de un fondo mancomunado, se creó el Fondo de Ayuda Mutua y Garantía de Préstamos con la finalidad de asistir a los miembros más pobres.